# Rusty McDonald
Myrl „Rusty“ McDonald (* 21. Oktober 1921 in Lawton, Oklahoma; † 5. Juni 1979 in Lawton, Oklahoma) war ein US-amerikanischer Country-Musiker. 1950 sang er für Bob Wills und die Texas Playboys den Hit Faded Love.

## Leben
Rusty McDonald begann seine Karriere Anfang der 1940er-Jahre. Zu dieser Zeit war er über den Radiosender KRLD in Dallas, Texas, zu hören. Die meiste Zeit seiner Karriere verbrachte McDonald mit Auftritten in den rauen Honky Tonks. Sein Freund, der Gitarrist Spud Goodall erinnerte sich wie folgt an ihn: „A good guitar player, and one of the best singers. But he was a beer joint player – that's what he wanted to play. I brought him on with us I was with Tex Ritter (c.1948). He called me and said, ‘Hey, I need some work bad.’ I said OK. Tex liked him, too. He'd come and stay about two weeks, and then he'd say, ‘I'm going back to Oklahoma.’ Rusty, Charlie Harris, Troy Passmore – they were beer joint players. They were more comfortable in the joints.“ Dies ist einer der Gründe, warum McDonald es nie zu einer nationalen Karriere brachte.
Ende der 1940er-Jahre wurde McDonald von Bob Wills entdeckt und für sein Western-Swing-Orchester als Sänger engagiert, da Wills sich zuvor von seinem langjährigen Vokalisten Tommy Duncan getrennt hatte. 1950 tourte McDonalds dann für kurze Zeit mit Wills und nahm an einer Aufnahmesession teil, die den großen Hit Faded Love produzierte, bei dem McDonalds als Sänger zu hören ist. Der Song erreichte Platz 8 der Hot Country Songs.
Doch bereits 1951 hatte McDonalds die Texas Playboys wieder verlassen und trat in den Bars und Kneipen von Texas auf. In der Zeit zwischen 1951 und 1955 war er des Öfteren auch in der Umgebung von Los Angeles. Seine erste Solo-Platte nahm er wahrscheinlich 1952 für Intro Records auf, You Got The Right Number / Call Operator 210. 1955 hielt McDonalds eine Session für Chesterfield Records an der Westküste ab. Diese Titel wichen von seinem üblichen Honky-Tonk-Sound ab; begleitet von der Maxwell Davis Band wagte McDonalds sich auf das Gebiet des Rock and Roll.
Nachdem diese Single aber erneut die Charts verfehlt hatte, kehrte er zum Country zurück und trat in verschiedenen Lokalitäten auf. Es folgte eine weitere Platte für Coast Records. Von seinen Auftritten in den 1960er-Jahren im Southern Club in Lawton, Oklahoma, wurden auch einige Mitschnitte gemacht. 1967 nahm er für Austin Custom Records in Austin, Texas, ein Album auf.

## Diskografie

### 78upm singles
| Jahr | Interpret                            | Titel                                       | Label | Seriennummer |
| ---- | ------------------------------------ | ------------------------------------------- | ----- | ------------ |
| 1949 | Richard Prine Orchestra              | Near Me/I Loved And Lost                    | Ayo   | 104          |
| 1949 | Cliff Bruner And His Texas Wanderers | Ouch/You Took Advantage Of A Lonely Heart   | Ayo   | 105          |
| 1950 | Bob Wills And His Texas Playboys     | Faded Love/Boot Hill Drag                   | MGM   | 10786        |
| 1950 | Bob Wills And His Texas Playboys     | 'Tater Pie/I Didn't Realize                 | MGM   | 10836        |
| 195X | Rusty McDonald                       | Baby Sittin' Boogie/Remember To Say Goodbye | Intro | 6035         |

### 45upm singles
| Jahr | Interpret                         | Titel                                       | Label        | Seriennummer |
| ---- | --------------------------------- | ------------------------------------------- | ------------ | ------------ |
| 1951 | Rusty McDonald                    | Baby Sittin' Boogie/Remember To Say Goodbye | Intro        | 45-6035      |
| 1952 | Rusty McDonald                    | Silver And Gold/Long Lost Love              | Intro        | 45-6040      |
| 1952 | Rusty McDonald                    | Postage Due/Don't Say I'm Sorry Anymore     | Intro        | 45-6041      |
| 1952 | Rusty McDonald                    | Raindrop Blues/Goodnight, Broken Heart      | Intro        | 45-6055      |
| 1952 | Rusty McDonald                    | You Got The Right Number/Call Operator 210  | Intro        | 45-6061      |
| 1952 | Rusty McDonald                    | Black Angel Heart/I've Tried To Forget      | Intro        | 45-6062      |
| 1955 | Rusty McDonald                    | Dirty Pool/Easy Big Mama                    | Chesterfield | 345          |
| 1956 | Rusty McDonald With Pat And Buddy | Cold War/Name, Address And Phone Number     | Coast        | 100          |
| 19XX | Rusty McDonald                    | Confession/I Lost April                     | Discus       | 924          |

### Alben
| Jahr | Interpret      | Titel                                                           | Label         | Seriennummer |
| ---- | -------------- | --------------------------------------------------------------- | ------------- | ------------ |
| 1967 | Rusty McDonald | The Amazing Rusty McDonald (The Single With The Sound Of Three) | Austin Custom | 3367151      |